# Ligbi (Volk)
Die Ligbi sind ein Volk Ghana und der Elfenbeinküste, die auch Banda, Jogo, Ligwi, Nigbi, Nigwi, Nwela, Tuba, Vwela, Weela und Wela genannt werden.
In Ghana leben 15.000 bis 16.000 Ligbi im Nordwesten der Brong Ahafo Region östlich von Sampa und nordwestlich von Wenchi. Der Name Banda wird für Sprecher der Nafaanra-Sprache verwendet. In Ghana grenzt eines der zwei bestehenden Verbreitungsgebiete an die Volksgruppe der Kulango (Bondoukou) und der Nafaanra.
In der Elfenbeinküste leben an der Grenze zu Ghana ca. 6.000 Ligbi. Ihre Muttersprache ist das Ligbi.